# Przyłęk
Przyłęk è un comune rurale polacco del distretto di Zwoleń, nel voivodato della Masovia.
Ricopre una superficie di 130,89 km² e nel 2004 contava 6 545 abitanti.